# Eva Svensson
Eva Svensson (* 27. Mai 1987 in Danderyd) ist eine ehemalige schwedische Skilangläuferin.

## Werdegang
Svensson, die für den IFK Mora SK startete, lief im Januar 2006 in Skellefteå erstmals im Scandinavian-Cup und belegte dabei den 24. Platz über 10 km Freistil und den 22. Rang über 10 km klassisch. Bei den Junioren-Skiweltmeisterschaften 2006 in Kranj errang sie den 20. Platz über 5 km klassisch. Im folgenden Jahr gewann sie bei den Junioren-Skiweltmeisterschaften in Tarvisio die Silbermedaille mit der Staffel. Ihr Debüt im Skilanglauf-Weltcup hatte sie März 2007 in Stockholm, das sie auf dem 46. Platz im Sprint beendete. Bei den U23-Weltmeisterschaften 2008 in Mals gelang ihr der 34. Platz über 10 km klassisch, der 32. Rang im 15-km-Massenstartrennen und der 19. Platz im Sprint. In der Saison 2009/10 kam sie im Scandinavian-Cup achtmal unter die ersten Zehn. Dabei holte sie in Jõulumäe im 10-km-Handicaprennen ihren ersten Sieg im Scandinavian-Cup und belegte in Vuokatti, in Lygna und in Sigulda jeweils den zweiten Platz im Sprint. Sie errang damit den dritten Platz in der Gesamtwertung des Scandinavian-Cups. Im März 2010 holte sie in Stockholm mit dem 30. Platz im Sprint ihren ersten und einzigen Weltcuppunkt. Beim Weltcup-Finale 2010 in Falun errang sie den 38. Platz. In der Saison 2011/12 belegte sie mit drei vierten Plätzen und ein Sieg über 10 km klassisch in Albu den fünften Platz in der Gesamtwertung des Scandinavian-Cups. Ihr 14. und damit letztes Weltcuprennen absolvierte sie im März 2012 in Lahti, welches sie auf dem 48. Platz im Sprint beendete. Bei schwedischen Meisterschaften siegte sie im Jahr 2011 zusammen mit Anna Haag im Teamsprint und 2009 und 2011 mit der Staffel von IFK Mora SK jeweils zusammen mit Sofia Bleckur und Anna Haag.

## Siege bei Continental-Cup-Rennen
| Nr. | Datum            | Ort      | Disziplin                | Serie            |
| --- | ---------------- | -------- | ------------------------ | ---------------- |
| 1.  | 7. Februar 2010  | Jõulumäe | 10 km klassisch Handicap | Scandinavian-Cup |
| 2.  | 12. Februar 2012 | Albu     | 10 km klassisch          | Scandinavian-Cup |